# Patricia-Simina-Arina Moș
Patricia-Simina-Arina Moș (n. 31 ianuarie 1980, Arad, România) este un deputat român, ales în 2024 din partea PNL.